# Мироваренная палата

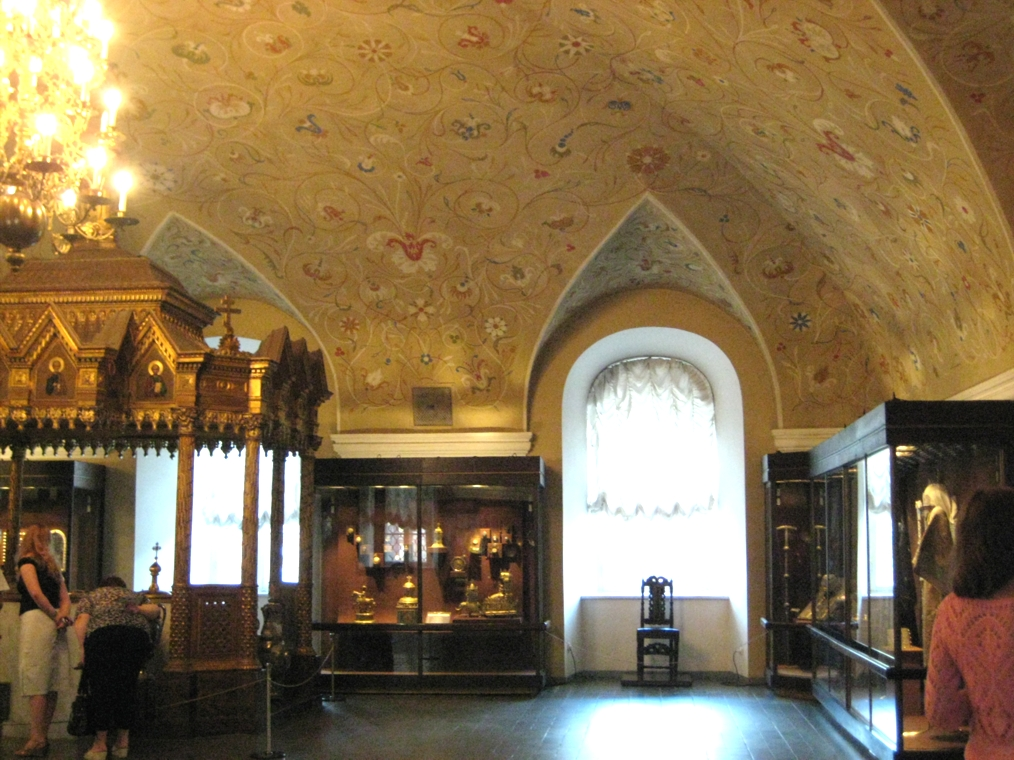
Интерьер

Мироваренная палата Патриаршего дворца Московского Кремля (Мироварная, Крестовая) — один из двух главных залов здания, построенного в 1635—1656 годах. В настоящий момент в ней располагается экспозиция Музеев Московского Кремля.
Центральным объектом помещения является гигантская печь для мироварения, с 1763 по 1917 год — единственное место проведения этого обряда в России.
В этой палате проходили заседания Церковных, или Освященных соборов, устраивались пиры в честь царя и иноземных гостей от имени патриарха. С упразднением патриаршества в 1721 году здесь располагалась Московская контора Святейшего синода.

## Описание
Площадь зала составляет 280 кв. м. Он перекрыт единым сомкнутым сводом без опор, что было большим новшеством и достижением русской архитектурной практики того времени.
Патриарх Никон устроил эту палату по образцу Грановитой палаты царя Алексея Михайловича (где проходили заседания Земских соборов), однако, в отличие от неё, здесь нет центральной опоры. Как пишет исследователь древнерусского искусства, описывая архитектуру периода Никона, это было знаковым нововведением: «Значительно более плодотворной новацией в никоновском зодчестве стала Крестовая палата Патриаршего дворца — зал размером 14×20 м, впервые перекрытый сомкнутым сводом с распалубками без промежуточных опор. В результате образовалось цельное обширное пространство, не имевшее архитектурно выраженного центра. В предшествующих одностолпных палатах этот центр был отмечен столбом, несущим своды. Так как жилая палата по древней традиции воплощала собой образ мироздания, столб занимал в ней то место, которое в мироздании отводилось Богу — центру и опоре всего сущего. Для человека в таком интерьере отводились периферийные участки — вдоль стен ставились лавки и столы, вдоль стен же расстилались ковровые дорожки».
У восточной стены был поставлен иконостас, около которой был поставлен большой крест (отсюда название «Крестовая») — именно так традиционно устраивали крестовые палаты в русских монастырях. Пол был покрыт цветными изразцами, в окна была вставлена тонкая слюда (т. н. «русское стекло»). Оконные решетки украшали цветки, изготовленные из ярких атласных тканей.
Архидиакон Павел Алеппский, сопровождая своего отца, антиохийского патриарха Макария III, оставил восторженное описание интерьера:

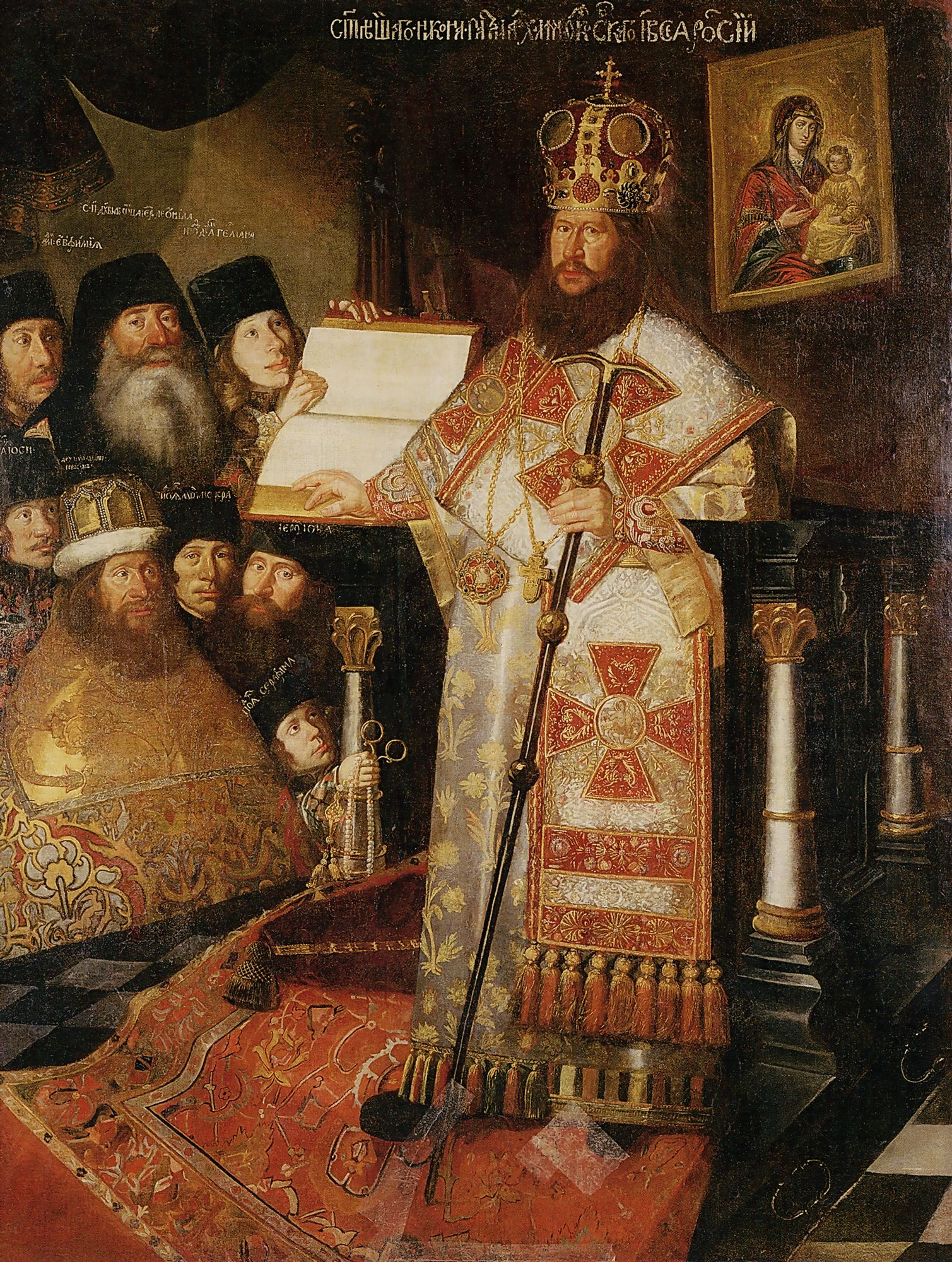
Патриарх Никон, парсуна

«Эта палата имеет огромные, с решетками, окна, выступающие из здания и выходящие на царицыны палаты. Из неё входишь в другую большую палату, где ждут приходящие к патриарху, пока он разрешит им войти. Отсюда входишь в огромную палату, которая поражает своей необыкновенной величиной, длиной и шириной; особенно удивителен обширный свод без подпор посредине. По окружности палаты сделаны ступеньки, и пол в ней вышел наподобие бассейна, которому не хватает только воды. Она выстлана чудесными разноцветными изразцами. Огромные окна её выходят на собор; в них вставлены оконницы из чудесной слюды, украшенной разными цветами, как будто [105] настоящими; с другой стороны окна выходят на двор старого патриаршего дома. В ней подле двери сделан огромный каптур (печь) из превосходных изразцов. Все сооружение скреплено железными связями с обеих сторон. Никон назвал эту палату Христоб, то есть христианская (Крестовая — ред.) палата».

Как отмечают искусствоведы, «в процитированном отрывке следует отметить упоминание о слюдяных оконницах и об изразцах. И то и другое использовалось для усиления цветовой насыщенности интерьера. Расписные слюдяные оконницы, устроенные так, „чтоб из хором всквозе было видно, а с надворья в хоромы чтоб не видно было“, пропускали внутрь окрашенный свет, то есть являлись своеобразной разновидностью витража. Но, в отличие от западноевропейских средневековых витражей, на Руси они применялись преимущественно в светских постройках, расписывались орнаментом „с травы и со птицы“ и привносили в интерьер ощущение интимности и уюта».
Павел Алеппский также описывает празднование Никоном новоселья в этой палате:

Стол этот стоял в углу палаты, подле двух окон, выходящих одно на собор, другое на Чудов монастырь. Близ него, слева, был поставлен другой стол для патриарха, а подле большой стол, который занял остальное пространство на этой стороне, обращенной к собору; за ним посадили всех бояр и сановников государства. (…) Еще раньше подле чудесной, огромной печи этой палаты установили большой стол, наподобие высоких подмостков, со ступеньками, покрытыми материей, на коих разместили большие серебряно-вызолоченные кубки и иные великолепные сосуды для напитков. На потолке этого помещения висели пять чудесных полиелеев (люстр); один, серебряный, висел близ царского стола, и внутри его яблока были скрыты часы с боем.

Известно, что в Крестовую палату в день своего тезоименитства приходил царь Алексей Михайлович с именинным пирогом и угощал Никона. Кроме того, здесь же в 1666/7 году патриарх впервые предстал перед церковным судом Вселенских патриархов (который продлится 4 года и завершится его извержением из сана в Чудовом монастыре). Когда Никон прибыл на суд и увидел, что его патриаршее место занято, он отказался садиться на другое и провел несколько часов стоя.
После отмены патриаршества и учреждения в 1721 году Святейшего Синода архитектор Иван Зарудный перестроил Крестовую палату для нужд учреждений Синода. В конце XVIII века она перестраивалась еще раз Матвеем Казаковым, став приспособленной для варения мира.
Это необходимо было сделать, потому что 1760-х годах обрушилась церковь Трёх святителей, на паперти которой издревле совершался чин мироварения. С 1763 до 1917 года церемония совершалась в Крестовой палате, которая была переименована в Мироварную. (В настоящее время он проводится в Донском монастыре — в Малом соборе; в синодальный период для Украины и западных епархий миро варили в Киево-Печерской лавре).
В 1918 году Патриаршие палаты как редчайший памятник архитектуры XVII века были переданы музею. Начался длительный процесс их научной реставрации. В 1967 году на втором этаже Патриарших палат была открыта первая постоянная экспозиция.
В 1950-х годах советские реставраторы, стараясь воссоздать атмосферу интерьеров XVII века, расписали своды палаты растительным орнаментом.

## Чин мироварения

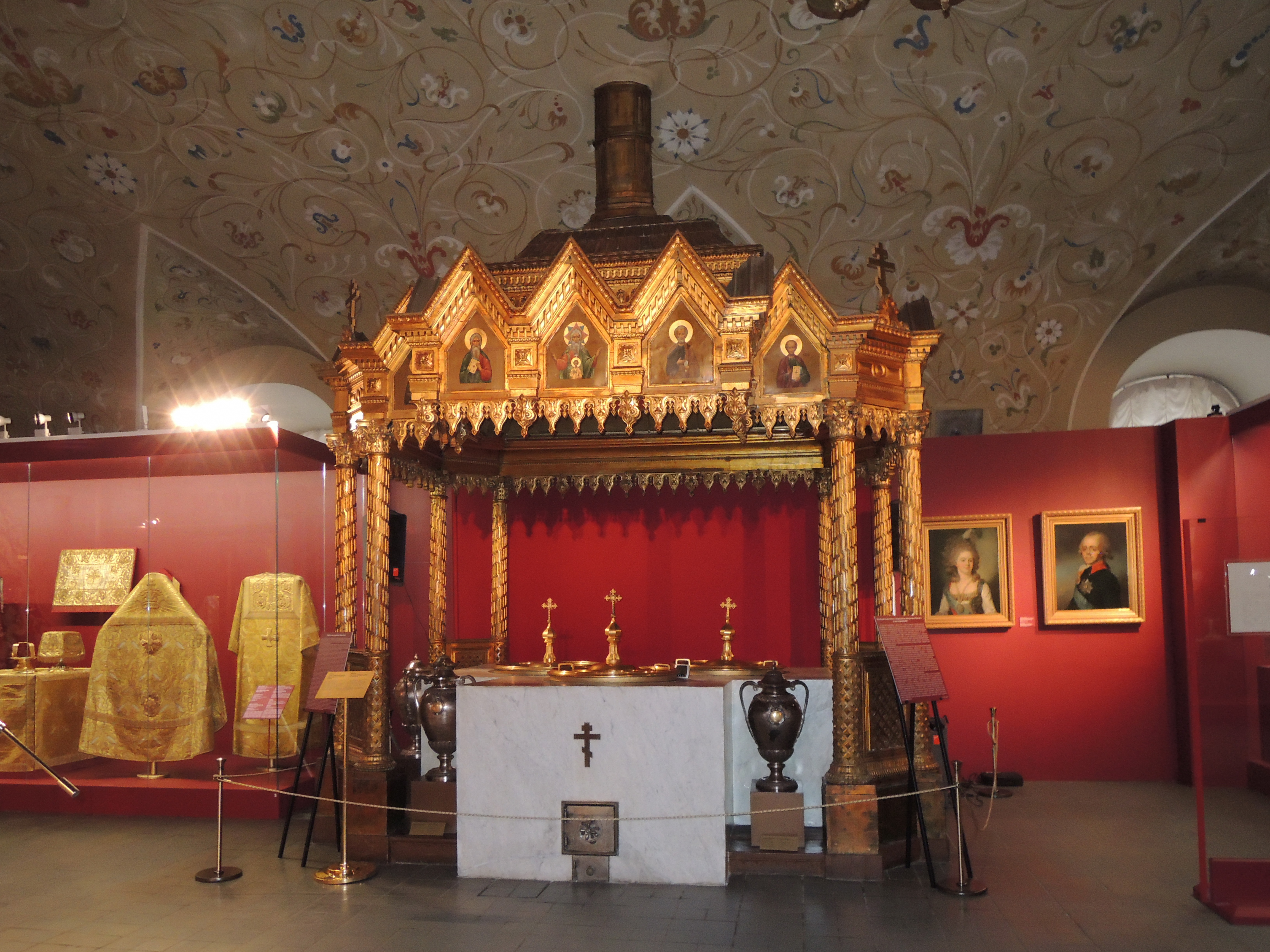
Печь

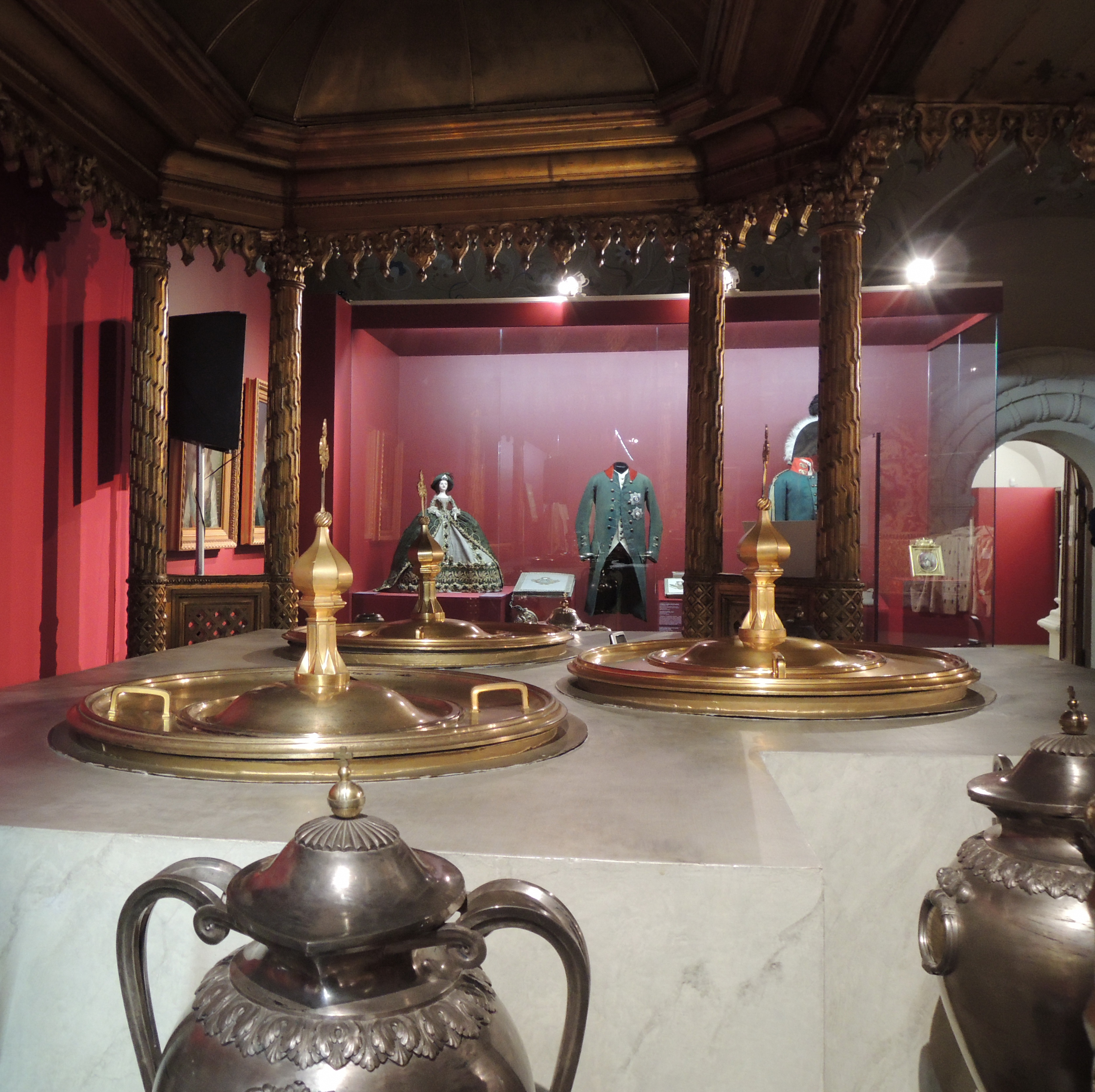
Варочная поверхность печи с крышками встроенных котлов

По постановлению церковного собора 1675 года мироварение совершалось только в Москве (1 раз за 2—3 года) на Страстной неделе Великого поста. Священное миро употреблялось при крещении, освящении новых храмов, венчании на царство и коронации.
В среду Крестопоклонной недели, после службы Животворящему Кресту начиналась церемония освящения составных частей мира. А завершалось мироварение на Страстной неделе. Его варили с Великого понедельника до Великой среды в серебряных котлах при непрерывном чтении Евангелия. Затем в него добавляли различные ингредиенты с ароматами и разливали в 12 серебряных сосудов-кунганов (по числу 12 апостолов). Освящение святого мира происходило в Великий четверг в Успенском соборе. Во время него из небольшого сосуда — алавастра — несколько капель ранее освященного мира вливалось в каждый из 12 сосудов. Взятое из алавастра восполнялось вновь сваренным миром, что символизировало непрерывность таинств в православной Церкви. Освященое миро торжественно переносили из Успенского собора обратно в Патриарший дворец и хранили в алтаре церкви Двенадцати апостолов в серебряных сосудах. Отсюда его распределяли через архиереев по всем православным храмам страны.

### Оборудование
- Печь для приготовления церковного масла — мира, была установлена в палате в 1763 году[3]. Она поставлена у правой стены. «Мироваренная печь сделана в виде креста, облицована натуральным и искусственным мрамором. Внутри — три котла для приготовления мира. В XIX веке над печью была установлена деревянная резная золоченая сень на восьми колонках. В кокошниках сени помещены образы Троицы Новозаветной, имеющей название „Отечество“, и 12 апостолов»[8]. Печь имеет вытяжку[3]. Общий вес серебряных котлов, поставленных внутрь печи под крышки — около 320 килограмм; они являются пожертвованием Екатерины Великой[3].
- Сосуды. Поскольку миропомазание — главное священнодействие при поставлении монарха на престол (Помазание на царство), российские императоры иногда присутствовали при самом чине мироварения. Так, Павел I присутствовал в Великий четверг 1797 года накануне своей коронации, назначенной на Пасху. В память этого события для хранения освященного мира в алтаре храма Двенадцати Апостолов (примыкающего к дворцу), по его повелению было выполнено 16 серебряных сосудов. Позднее, в 1900 году — еще 18 подобных им было добавлено в память об аналогичном присутствии Николая II.
- Кадь. «После окончания чина мироварения, готовое миро помещалось для охлаждения в серебряную кадь, подаренную в 1767 году императрицей Екатериной II. Крышку кади венчают литые позолоченные фигуры: пророк Самуил возливает елей на голову царя Давида»[8].
- Алавастр

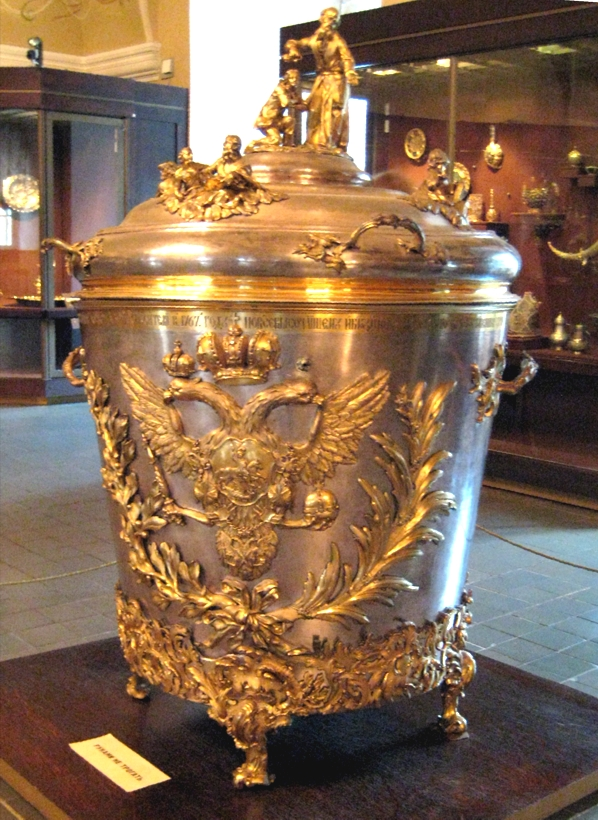
«Кадь» для хранения мира (XVIII в.)
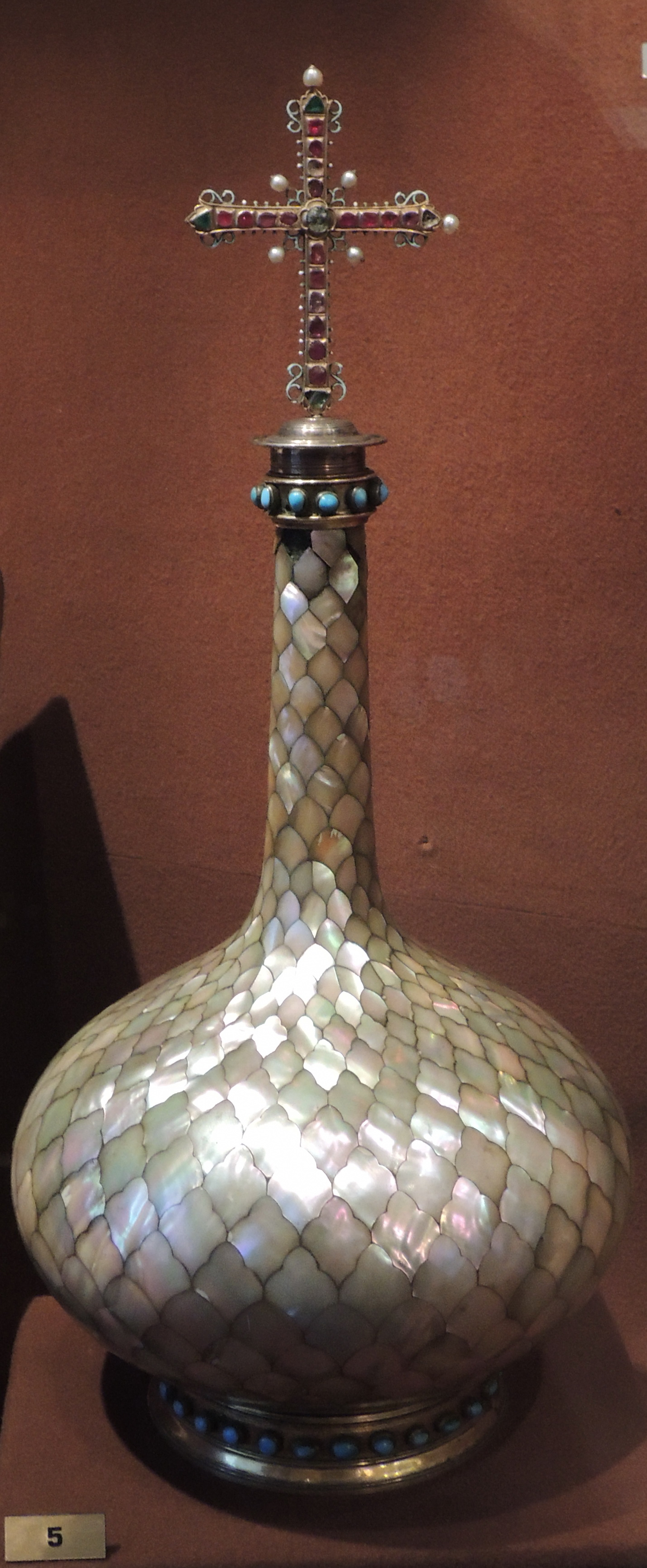
Священный сосуд алавастр
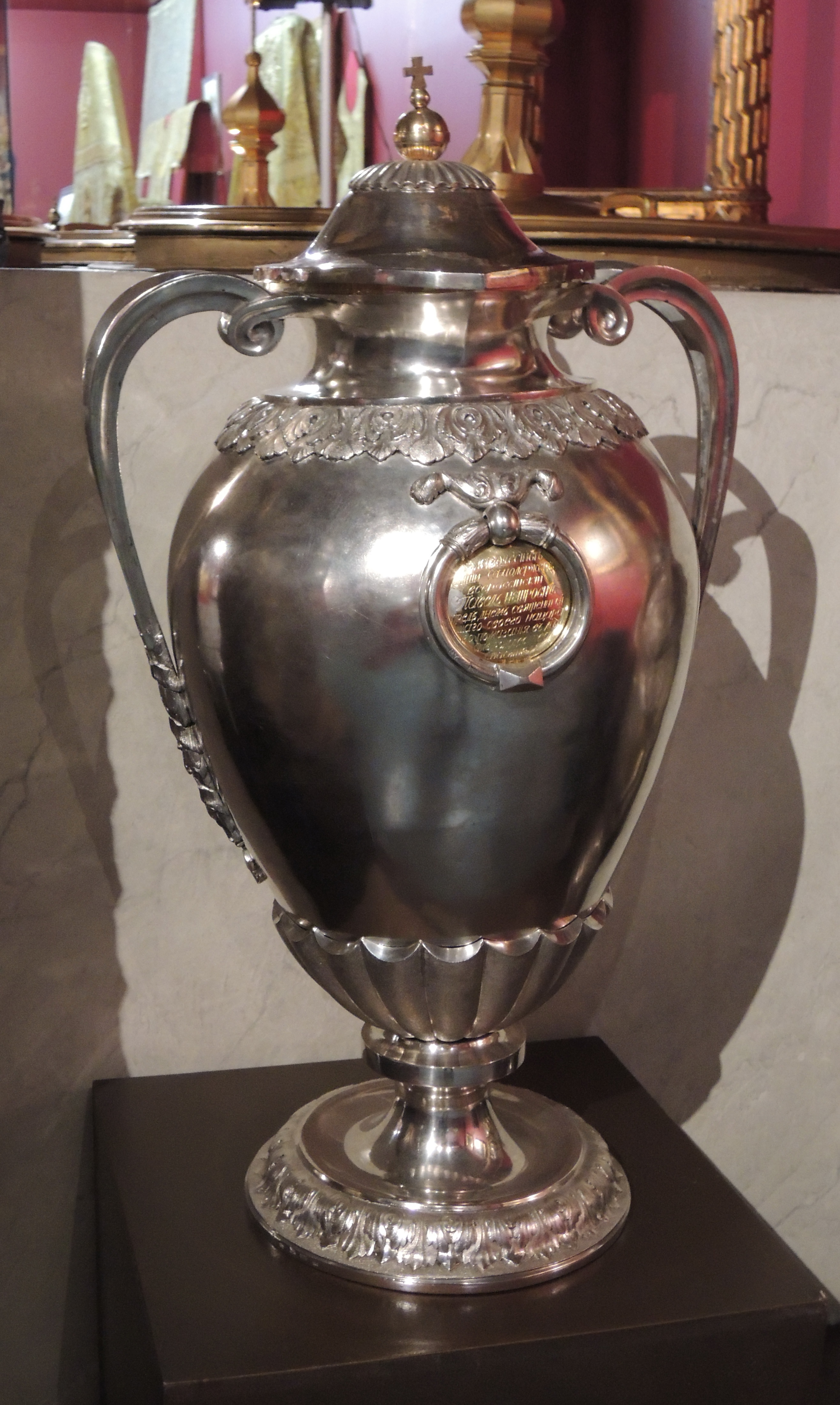
Сосуд для мира, вложенный Павлом I (1798)
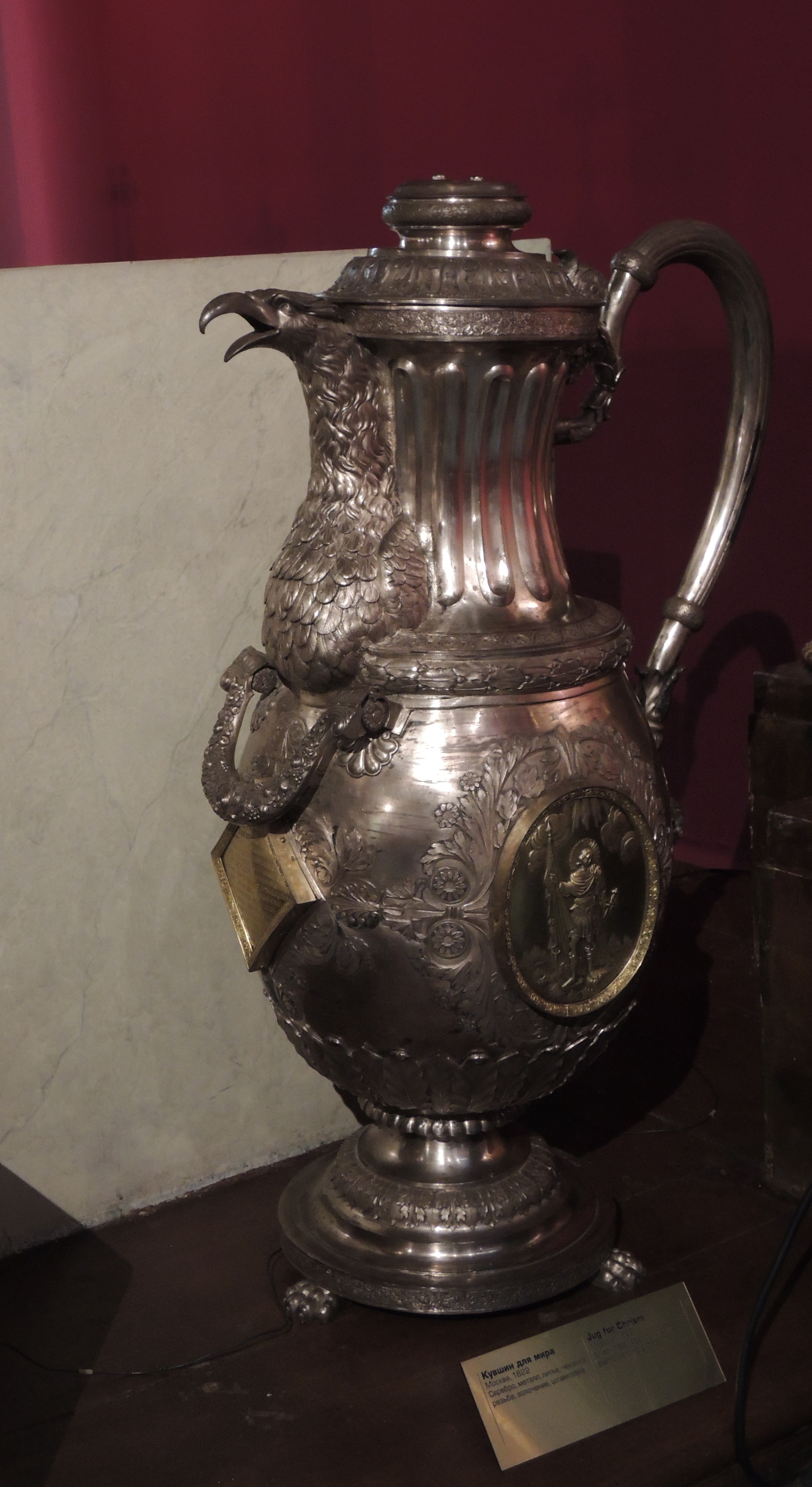
Сосуд для мира (1822)